# 高资站
高资站是一个京沪线上的铁路车站，位于江苏省镇江市丹徒区高资街道，建于1907年，目前为四等站，邮政编码为212114。
高资站建于1907年9月，当时站内设有长327米的月台2座、面积73.97平方米的工作房6间。1958年沪宁铁路复线工程建设后，高资有到发线4条、旅客站台2座、客运房238平方米；车站货场面积2726平方米，内设有长368米的货物装卸线1条、仓库541平方米、货运室26平方米。车站曾经办理客货运业务，为当地主要的货运站。车站客运业务于2004年4月18日第五次大提速后停办，目前不办理客货运业务。

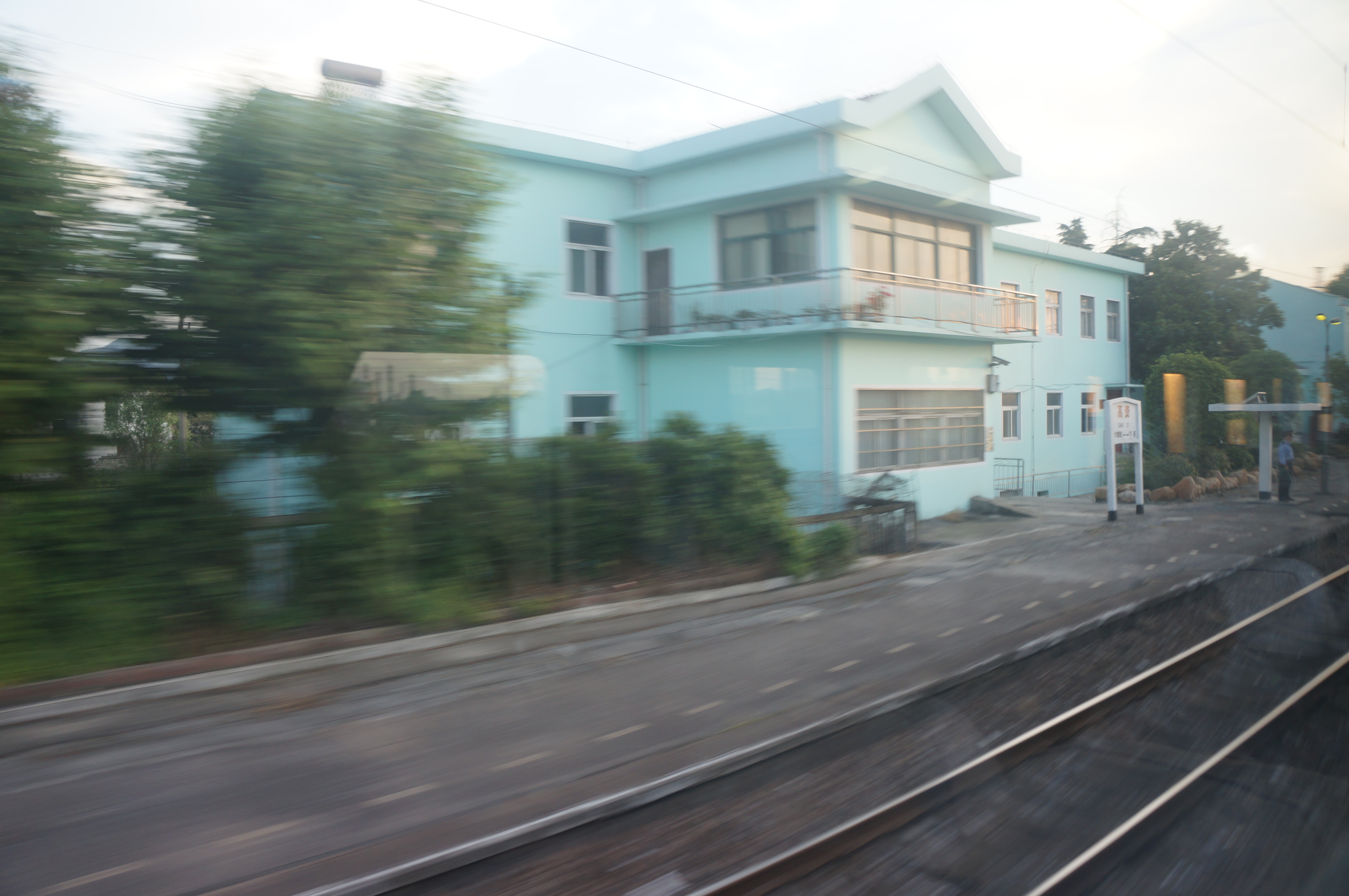
高资站站场